# Michael Ross (acteur)
Pour les articles homonymes, voir Michael Ross et Ross.
Michael Ross est un acteur américain né le 15 décembre 1911 à New York et mort le 10 septembre 1993 à Los Angeles.

## Filmographie partielle

### Cinéma
- 1949 : Miss Grain de sel (Miss Grant Takes Richmond) de Lloyd Bacon
- 1951 : Le Puits (The Well) de Leo C. Popkin et Russell Rouse
- 1951 : Le Môme boule-de-gomme (The Lemon Drop Kid) de Sidney Lanfield et Frank Tashlin : Oxford Charlie's Henchman
- 1954 : Le Trésor du Capitaine Kidd (Captain Kidd and the Slave Girl) de Lew Landers
- 1955 : New York confidentiel (New York Confidential) de Russell Rouse
- 1956 : Un vrai cinglé de cinéma (Hollywood or Bust), de Frank Tashlin
- 1958 : Le Kid en kimono (The Geisha Boy), de Frank Tashlin
- 1960 : Walk Like a Dragon de James Clavell
- 1965 : Les Tontons farceurs (The Family Jewels) de Jerry Lewis
- 1983 : T'es fou Jerry (Smorgasbord ), de Jerry Lewis

### Télévision
- 1975 : La Petite Maison dans la prairie (Little House on the Prairie), Squint